# Шахрух-бий
Шахру́х-бий, также Шахру́х (перс. شاهرخ بی‎; 1680—1721/1722) — первый правитель из узбекской династии Мингов в Кокандском ханстве, правящий с 1709 года.
В начале XVIII века Ферганская долина входила в состав Бухарского ханства. В эпоху правления Абулфейз-хана (1711—1747) в стране наблюдается ослабление центральной власти и усиление политических междоусобиц. В этих условиях к власти в Ферганской долине приходит новая династия, возглавляемая уже не чингизидами, а представителями узбекского рода мингов.

## Биография
Первым правителем династии Мингов стал Шахрух-бий. Первоначально он владел титулом аталык, пожалованным ему Абулфейз-ханом. Численное превосходство мингов перед другими узбекскими племенами, позволило им одержать победу в борьбе за верховную власть в регионе. Шахрух-бий был избран лидером не случайно. Он обладал военным талантом и был необычайно физически силен. Столицей нового государства временно был выбран Тепакурган. Здесь были построены крепость, базар и новые кварталы.
Шахрух-бию удалось распространить свою власть на Коканд, Исфару, Яйпан, Чадак, Чуст и Наманган.
При Шахрух-бие великим визирем был назначен Убайдулла-ходжа, главой службы разведки — Нуриддин-ходжа, командующим войсками — Акбар-ходжа. Это указывает на значительную политическую роль оседлой аристократии ходжей в ранней административной структуре Кокандского ханства.

## Гибель
Шахрух-бий был убит в 1721 году в результате раздоров между отдельными группировками эмиров.
После его смерти власть в государстве перешла к его старшему сыну Абдурахим-бию.